# Тиберий Клавдий Азелл (эдил)
Тибе́рий Кла́вдий Азе́лл (лат. Tiberius Claudius Asellus; III век до н. э.) — римский военачальник и политический деятель из плебейской ветви аристократического рода Клавдиев. В 207 году до н. э. был военным трибуном в армии консула Гая Клавдия Нерона, в 205 году до н. э. занимал должность плебейского эдила. В 206 году до н. э. человек с таким же именем занимал должность претора, но это явно другой Клавдий Азелл.